# 喬治城 (喬治亞州)
喬治敦（英語：Georgetown）是一個位於美國喬治亞州奎特曼縣的城市。根據2010年美國人口普查，該地人口為973人，而該地的面積約為10.20平方千米。同時該地也是奎特曼縣的縣治。

## 地理
喬治敦的座標為31°53′01″N 85°06′03″W / 31.88361°N 85.10083°W，而該地的平均海拔高度為118米（即387英尺）。